# Pölich

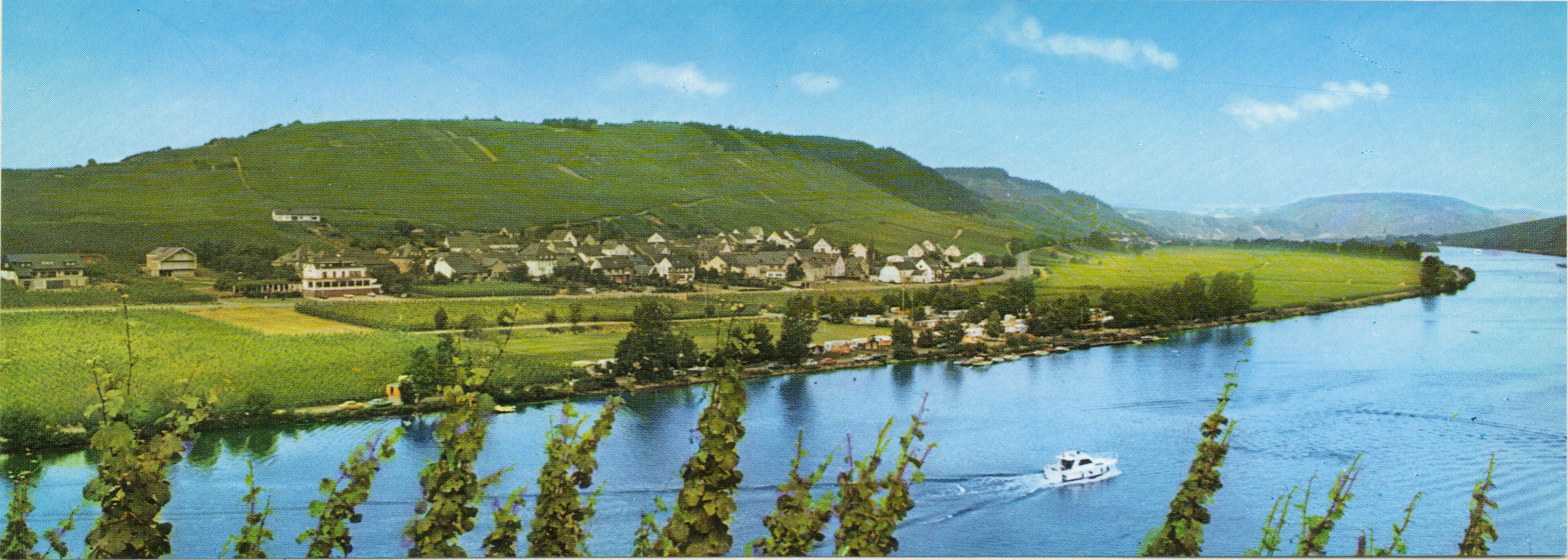
Pölich auf einer Ansichtskarte von 1976

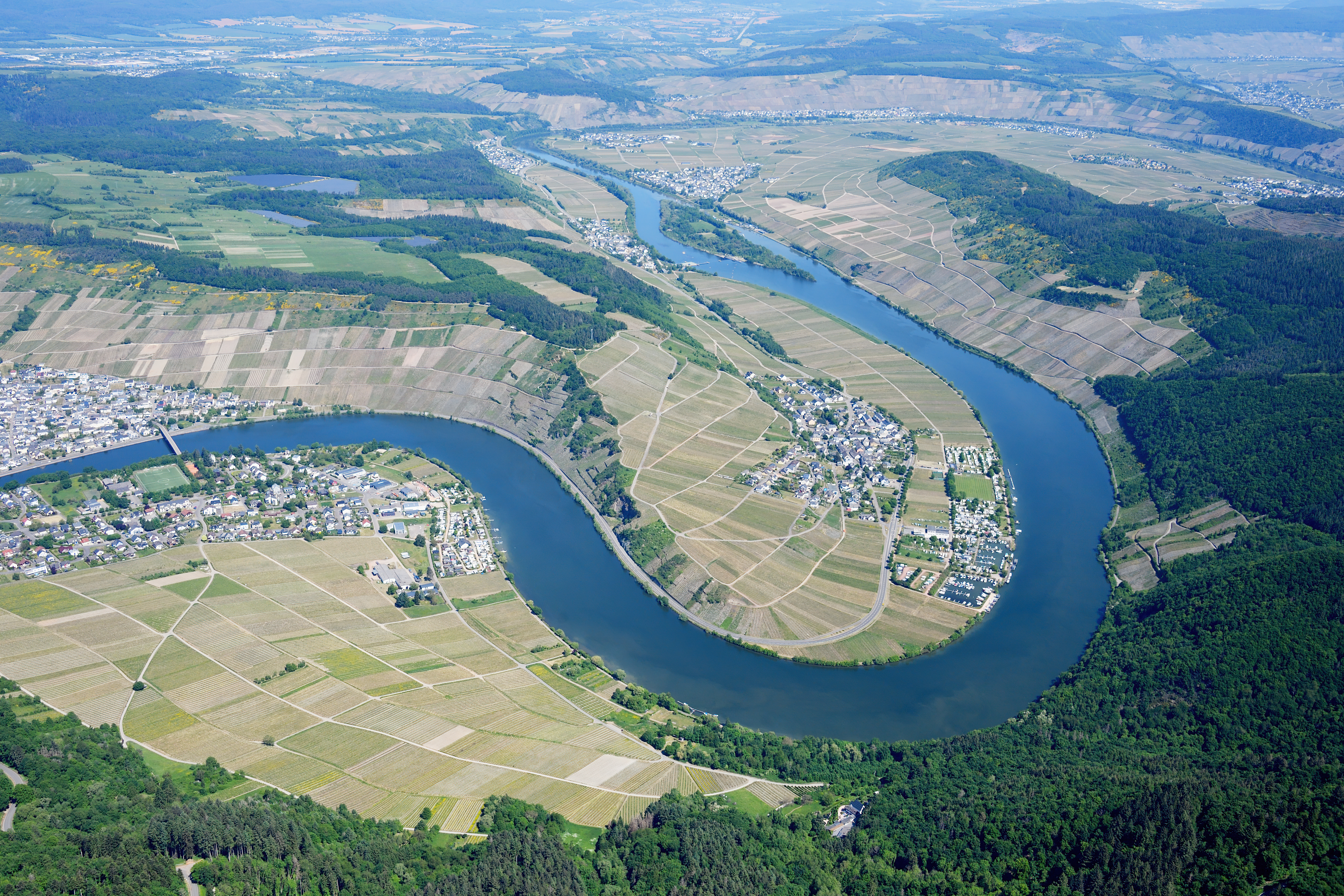
Pölich von Süden aus der Luft gesehen

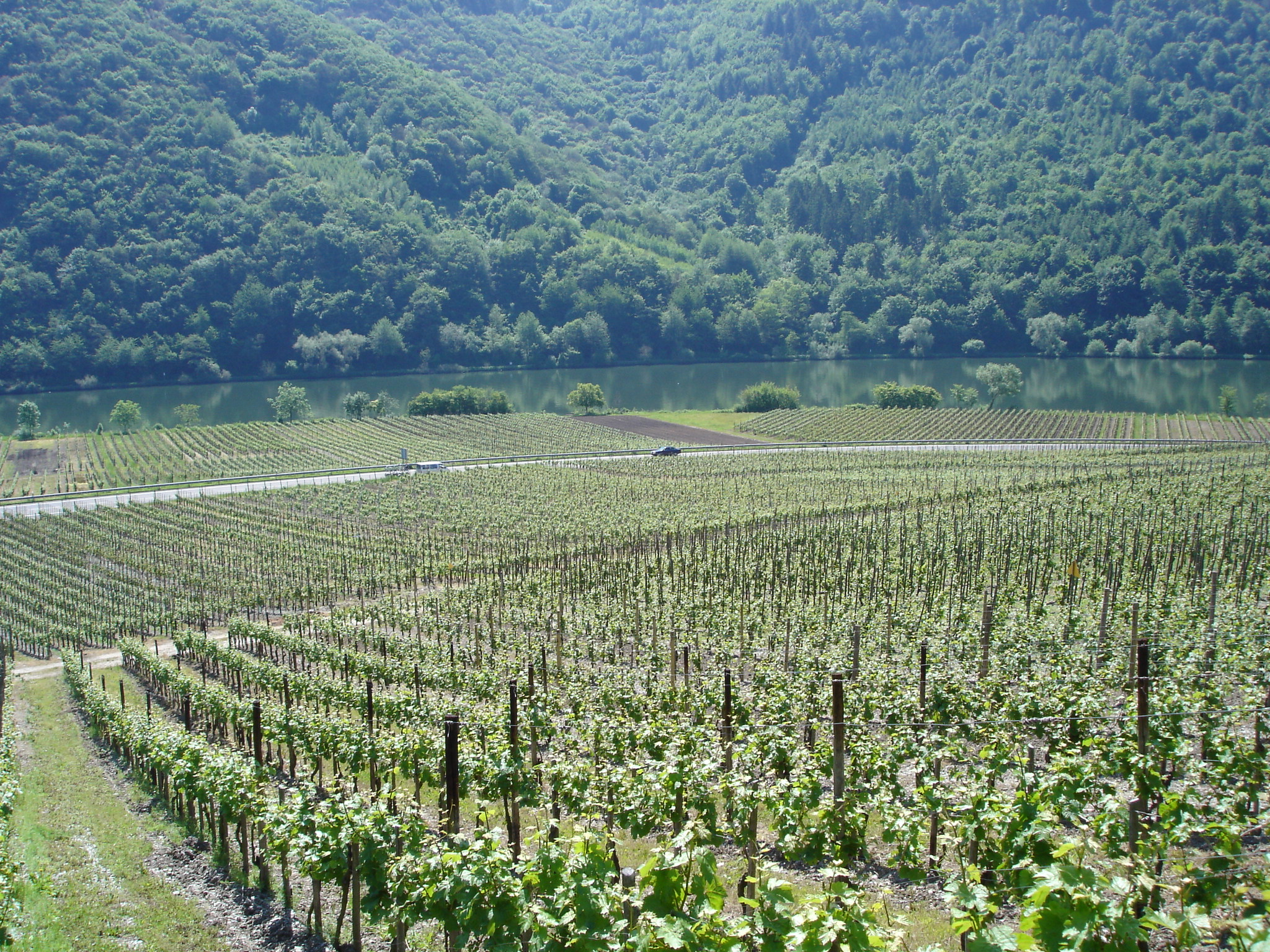
Weinberge südlich von Pölich

Pölich an der Mosel ist eine Ortsgemeinde im Landkreis Trier-Saarburg in Rheinland-Pfalz. Sie gehört der Verbandsgemeinde Schweich an der Römischen Weinstraße an.

## Geschichte
Pölich gehörte wie viele andere Orte an der Mosel der Trierer Abtei St. Maximin. In einer Urkunde von 1140 bestätigt Papst Innozenz II. der Abtei den Besitz. An diese Zeit erinnert der Kanzlerhof in der Hauptstraße. Er war das Hofgut der Maximiner. Das Haus ist auf das Jahr 1578 datiert.
Nordöstlich von Pölich auf der alten Straße nach Schleich steht ein Wegekreuz von 1555. Dieses Kreuz ist das einzige noch bekannte Beispiel für ein Sandsteinkreuz mit eingelegtem Kruzifix aus dieser Zeit.
Für die lange Geschichte des Ortes zeugt auch eine alte römische Wasserleitung, die eine Villa rustica in der Nähe der heutigen Kirche versorgte. Eine weitere römische Villenanlage lag im Distrikt Kamper Kehr.
Bevölkerungsentwicklung
Die Entwicklung der Einwohnerzahl von Pölich, die Werte von 1871 bis 1987 beruhen auf Volkszählungen:
| Jahr | Einwohner |
| 1815 | 176       |
| 1835 | 248       |
| 1871 | 245       |
| 1905 | 259       |
| 1939 | 310       |
| 1950 | 331       |

| Jahr | Einwohner |
| 1961 | 318       |
| 1970 | 323       |
| 1987 | 297       |
| 1997 | 341       |
| 2005 | 409       |
| 2023 | 469       |

## Politik

### Gemeinderat
Der Gemeinderat in Pölich besteht aus acht Ratsmitgliedern, die bei der Kommunalwahl am 9. Juni 2024 in einer Mehrheitswahl gewählt wurden, und dem ehrenamtlichen Ortsbürgermeister als Vorsitzendem.

### Bürgermeister
Wolfgang Eid wurde am 2. November 2021 Ortsbürgermeister von Pölich, nachdem er bereits zuvor als bisheriger Erster Beigeordneter die Amtsgeschäfte geführt hatte. Bei der Direktwahl am 26. September 2021 war er mit einem Stimmenanteil von 89,0 % gewählt worden. Bei der Direktwahl am 9. Juni 2024 wurde er als einziger Bewerber mit 88,0 % für weitere fünf Jahre wiedergewählt.
Eids Vorgänger waren Frank Hömme, der das Amt am 30. September 2019 angetreten, es wegen eines beruflich geplanten Umzugs nach Trier aber zum 30. Juni 2021 niedergelegt hatte, und zuvor von 2009 bis 2019 Walter Clüsserath.

### Wappen
Das Wappen besteht aus einem Schild, der in vier Teile geteilt ist. Die goldene Traube in Feld 1 verweist auf den Weinbau, welcher in Pölich schon immer eine wichtige Rolle spielte. Daneben befindet sich das Andreaskreuz, ein Verweis auf den heiligen Andreas als Schutzpatron Pölichs. Das zweite Kreuz in Feld 3 steht für die Zugehörigkeit zum Kurfürstentum Trier. Die drei Sterne stehen für die Abtei St. Maximin in Trier, in deren Besitz Pölich 634 n. Chr. kam.

## Sehenswürdigkeiten
- Liste der Kulturdenkmäler in Pölich

## Wirtschaft
Das Moselkraftwerk Detzem nahe Schleich auf der Gemarkung von Pölich besteht seit 1962.

## Weinlagen
- Pölicher Held
- Großlage: Sankt Michael